# Christoph Metzelder
Christoph Tobias Metzelder (ur. 5 listopada 1980 w Haltern am See) – niemiecki piłkarz, który grał na pozycji obrońcy.
Od 2001 do 2008 występował w reprezentacji Niemiec, z którą zdobył wicemistrzostwo świata w 2002, brązowy medal MŚ 2006 i srebrny medal Mistrzostw Europy 2008.
Cztery lata między finałami mistrzostw świata (2002–2006) spędził na leczeniu kontuzji. Mimo to został powołany przez Jürgena Klinsmanna na mundial 2006, podczas którego rozegrał 6 spotkań.
W 2000 został zawodnikiem Borussii Dortmund. Siedem lat gry w klubie z Westfalii pozwoliło mu nabyć opinie utalentowanego obrońcy, jednego z najlepszych w Bundeslidze. Stał się czołową postacią BVB, został powołany na dwa turnieje Mistrzostw Świata. Po sezonie 2006/2007 nie przedłużył kontraktu z Borussią i przeniósł się do Realu Madryt. Jego umowa z hiszpańskim klubem obowiązywała do 30.06.2010, jednak piłkarz stwierdził na początku 2010 roku, nie zamierza jej przedłużać i chce wrócić do gry w lidze niemieckiej. Pod koniec kwietnia podpisał kontrakt z FC Schalke 04. Po sezonie 2012/2013 zakończył sportową karierę.
29 kwietnia 2021 roku został skazany przez Sąd Administracyjny w Düsseldorfie na 10 miesięcy więzienia za posiadanie i udostępnianie dziecięcej pornografii.

## Sukcesy piłkarskie
- mistrzostwo Niemiec 2002 i finał Pucharu UEFA 2002 z Borussią Dortmund
- mistrzostwo Hiszpanii 2008 z Realem Madryt
- Superpuchar Hiszpanii 2008 z Realem Madryt